# Plaza Paraguay
La Plaza República del Paraguay se encuentra en el barrio porteño de la Recoleta. Ubicada en la esquina de las calles Larrea y Peña, tiene a un lado un pasaje llamado Barrientos, y por eso es muy conocida de forma popular como Plaza Barrientos.
A fines del siglo XIX, los terrenos de la Plaza Paraguay estaban junto al Matadero del Norte, que se encontraban en la esquina de las actuales avenidas Las Heras y Pueyrredón, donde está hoy la plaza Emilio Mitre. Ocupados por distintas construcciones, fueron transformados en plaza recién en la década de 1930.
La Plaza Barrientos se mantuvo casi original hasta la década de 1970, cuando fue abierto un tramo de la calle Pacheco de Melo, que la atravesó con una curva. El 23 de mayo de 1973, la Ordenanza 27.737 le impuso el nombre actual “República del Paraguay”, y más tarde se implantó el Monumento al Coronel José Félix Bogado.
Más allá de los edificios residenciales que rodean a la Plaza Paraguay, se destaca sobre la calle Larrea una serie de locales comerciales que forman un complejo gastronómico. Tras este conjunto de restaurantes, se encuentra el antiguo Colegio Nuestra Señora de la Misericordia, fundado en 1873. En la esquina de Larrea y Pacheco de Melo se encuentra otro colegio católico, más moderno en su arquitectura, llamado San Pablo.